# Berini, Timiș
Berini (în maghiară Temesberény, colocvial Berény, etimologic de la bárány, în trad. "miel") este un sat în comuna Sacoșu Turcesc din județul Timiș, Banat, România.

## Pozitionare geografica
Satul Berini face parte din comuna Sacoșu Turcesc.Satul este situat la aproximativ 28 km de Timișoara.In sat se poate ajunge fie cu masina,fie cu autobuzul(cursa regulata) pe traseul Timisoara-Tormac sau Timisoara-Sipet.

## Atestare documentara
- 1333 - sacerdos de Beren,
- 1334 - Sereni (=Bereni),
- 1473 - oppidum Beren,
- 1587 - 1589 - Berjn,
- 1717 - Berino,
- 1723 - 1725 - Berin,
- 1828 - Berény,
- 1851 - Berény,
- 1913 - Temesbéreny

## Populația
| Recensământul | Recensământul | Structura etnică | Structura etnică | Structura etnică | Structura etnică | Structura etnică |
| Anul          | Populația     | Români           | Germani          | Maghiari         | Romi             | Alte etnii       |
| ------------- | ------------- | ---------------- | ---------------- | ---------------- | ---------------- | ---------------- |
| 1880          | 837           | 793              | 14               | 2                | -                | 28               |
| 1900          | 1.184         | 1.090            | 8                | 86               | -                | -                |
| 1930          | 1.003         | 913              | 8                | 9                | -                | 6                |
| 1977          | 865           | 728              | -                | -                | 136              | 1                |
| 1992          | 495           | 441              | -                | -                | 54               | -                |
| 2011          | 522           | 348              | -                | -                | 174              | -                |

## Mediu natural
Satul Berini este situat în Lunca Pogoniciului,  la sud de râul Pogăniș, numit popular Pogonici.
O parte din Lunca Pogoniciului,  mai ales zona localităților Berini-Otvești,  și Nițchidorf, în suprafață de 75,5 hectare, a fost declarată rezervație naturală. Obiectivul principal al acestei rezervații îl constituie protejarea lalelei pestrițe (Fritilaria meleagris), specie mediteraneană din familia liliaceelor.

## Localizare
Vecini:
- est: Blajova
- sud: Tormac și Cerna
- vest: Liebling
- nord: Stamora Română și Otvești

## Vestigii istorice și arheologice

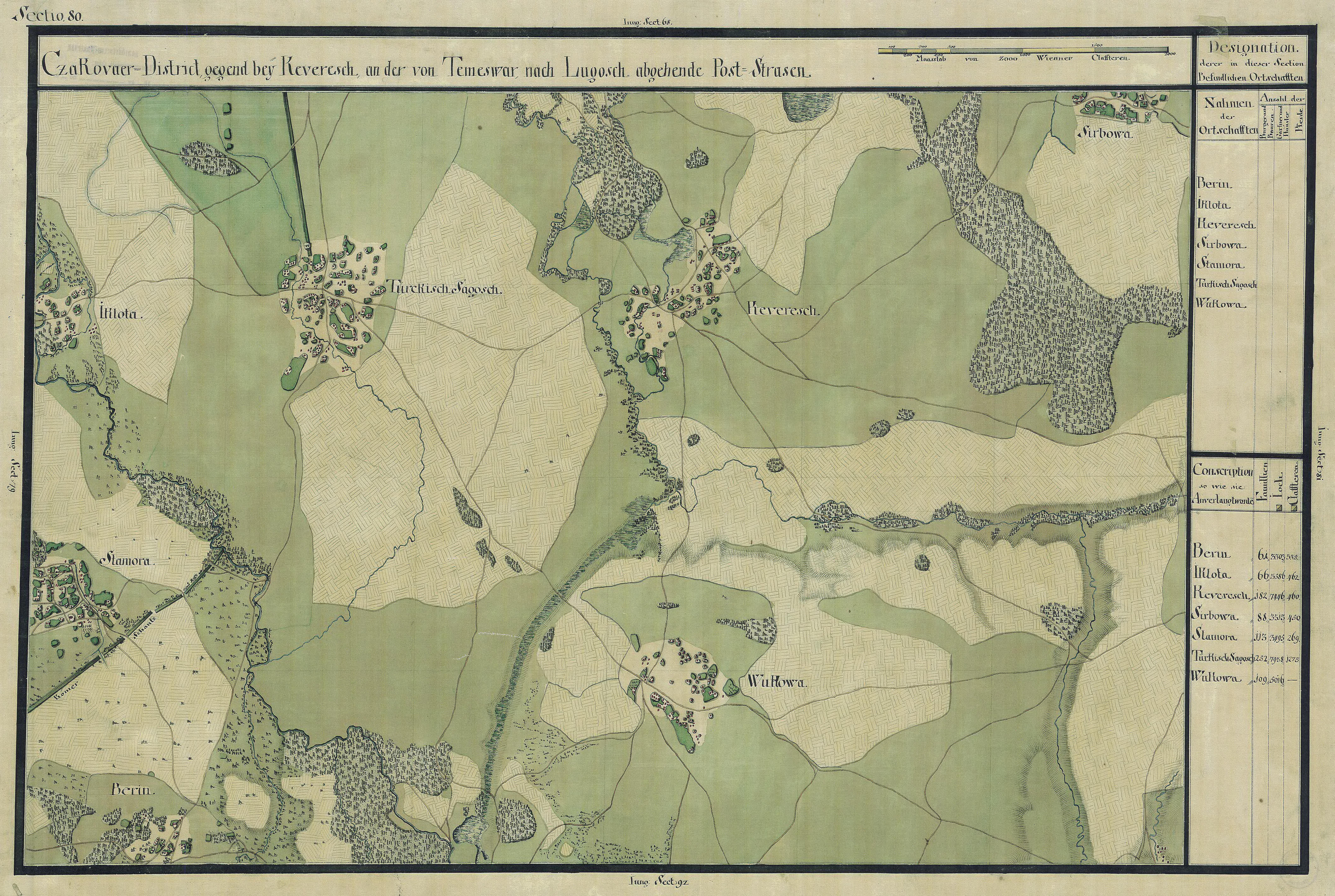
Berini în Harta Iosefină a Banatului, 1769-72

În punctul Gomila Cerii o movilă de pământ indică un obiectiv arheologic.
Pe malul Pogoniciului, către Blajova, se găsesc ruinele unuia dintre forturile turcești de graniță, datând din vremea Pașalâcului de Timișoara.
Vechea biserică ortodoxă, ridicată, după unele surse, în secolul al XIV-lea, era singura biserică bănățeană din lemn, care păstra arhaica planimetrie cu două abside laterale rectangulare, arhitectură specifică unor lăcașe de cult zidite. Bisericuța din lemn a fost, practic, reconstruită la Pișchia, după ridicarea noii biserici de zid la Berini și după ce se atinsese un nivel de degradare extrem. Cererea de strămutare a fost solicitată de parohia din Pișchia în 1985, în condițiile în care, în acea perioadă, era aproape imposibil să se primească aprobare pentru ridicarea unei noi biserici. Comunitatea ortodoxă din Pișchia își dorea o biserică proprie și nu a depus prea multe eforturi în vederea unei restaurări veritabile. Cu această ocazie s-a pierdut aproape în întregime materialul lemnos medieval, după ce incendiul din 1958 contribuise și acesta la diminuarea substanței originare. Astăzi, biserica din Pișchia nu prezintă decât asemănări de planimetrie cu vechea biserică din Berini.

## Cronologie administrativă
- 1839 comitatul Timiș, plasa Timiș
- 1863 comitatul Timiș, plasa Ciacova
- 1873,1880 comitatul Timiș, plasa Buziaș
- 1890,1910 comitatul Timiș, plasa Ciacova
- 1920 județul Timiș-Torontal, plasa Ciacova
- 1930 județul Timiș-Torontal, plasa Buziaș
- 1941 județul Timiș, plasa Ciacova
- 1956 regiunea Timișoara, raionul Gătaia
- 1966 regiunea Banat, raionul Deta, com. Berini
- 1968 județul Timiș, comuna Sacoșu Turcesc

## Economie
Agricultura și creșterea animalelor reprezintă ocupațiile de bază ale locuitorilor. Câțiva mici întreprinzători locali diversifică, în mică măsură, aria ocupațiilor din localitate. Unul dintre aceștia a amenajat balta Zdrânca pentru pescuit sportiv. A fost reluată, în ultimul timp, naveta spre Timișoara.

## Educatie
Din anul 1776 pana in anul 1976 in satul Berini se aflase in activitate Scoala Generala cu clasele I-VIII Berini.Din anul 1976 satul Berini ramane doar cu invatamantul primar si gradinita cu program normal.In anul 2016 majoritatea elevilor de la Scoala Primara Berini sunt tigani.